# Sovla
Sovla è un comune dell'Azerbaigian situato nel distretto di Kürdəmir.